# Нанайская письменность
Нана́йская пи́сьменность — письменность, используемая для записи нанайского языка. За время своего существования функционировала на разных графических основах и неоднократно реформировалась. В настоящее время нанайская письменность функционирует на кириллице. В истории нанайской письменности выделяется 3 этапа:
- до начала 1930-х годов — ранние попытки создания письменности на основе кириллицы;
- 1931—1937 годы — письменность на латинской основе;
- с 1937 года — современная письменность на основе кириллицы.

## Дореволюционный этап
Первые записи нанайского языкового материала относятся к 1855 году, когда в районе проживания нанайцев побывал Р. К. Маак, опубликовавший в 1859 году «Тунгусский словарь» со 160 нанайскими словами. В 1866 году православными миссионерами была открыта первая школа для нанайцев, в дальнейшем их число возросло. В 1869—1870 годах миссионеры П. Протодьяконов и А. Протодьяконов издали «Русско-гольдский [нанайский] словарь», а в 1884 году П. Протодьяконовым была выпущена первая книга на нанайском языке — «Гольдская азбука для обучения гольдских и гилякских детей», в которой использовался следующий алфавит: а, б, в, г, д, д̅ж̅, е, и, і, к, к̅г̅, к̅х̅, л, м, н, н̅г̅, о, п, р, с, т, у, ф, х, ч, ш, ъ, ы, ь, э, ю, я.
За этим изданием последовало несколько других — «Краткий катехезис на гольдском языке» (1885) где использовался другой алфавит: буквы а, б, в, г, д, е, ё, и, і, й, к, л, м, н, о, п, р, с, т, у, х, ч, ъ, ы, ь, э, ю, я и лигатуры ҥ, ԫ, а также «Огласительное поучение готовящимся ко святому крещению язычникам» (1889) где использовались буквы а, б, в, г, д, е, ж, и, і, й, к, л, м, н, о, п, р, с, т, у, ф, х, ч, ъ, ы, ь, э, ю, я и лигатура ҥ. Однако несмотря на наличие нескольких книг и школ нанайцы в подавляющем большинстве оставались неграмотными, так как своей основной задачей миссионеры видели научение нанайцев основным христианским молитвам, а не полноценному чтению и письму. В 1906 году миссионерский алфавит был изъят из практики преподавания.

## Первые советские алфавиты
В 1920-е годы в СССР шёл процесс латинизации и создания письменностей для ранее бесписьменных народов. В ходе этого процесса в 1928 году Н. А. Липской-Вальронд в Хабаровске был выпущен нанайский букварь «Боҥо битьхө» с книгой для чтения. Алфавит этой книги базировался на кириллице и содержал следующие буквы: А а, Б б, W w, Г г, h, Д д, Е е, Ё ё, Ӡ ӡ, Ǯ ǯ, И и, К к, L l, Ł ł, М м, Н н, Ҥ ҥ, О о, Ө ө, П п, Р р, С с, Т т, У у, Ф ф, Х х, Ч ч, Č č, Э э, Ю ю, Я я, ы, ь. Однако в то время основным центром изучения нанайского языка становился Ленинград, где с 1927 года шла подготовка студентов-нанайцев и разработка письменности. Выбор графической основы для нового алфавита вызвал дискуссию, в результате которой победили сторонники латинского алфавита. В 1929 году в Ленинграде вышла первая нанайская книга на латинице — Nanay bichöni. Её автором была Т. И. Петрова. Алфавит этого издания содержал буквы Aa, Bb, Cc, Dd, Zz, Ee, Ff, Gg, Hh, Ii, Kk, Ll, Mm, Nn, Ŋŋ, Oo, Öö, Pp, Rr, Ss, Tt, Uu, Ww, Yy, а также диакритический знак — подбуквенная запятая для обозначения палатализации.
В 1930 году было решено создать для народов Севера единый унифицированный алфавит на латинской основе. В январе 1932 года эти алфавиты, в том числе и нанайский, были официально утверждены на I всероссийской конференции по развитию языков и письменностей народов Севера. Утверждённый нанайский алфавит имел следующий вид:
| А а | B в | Ꞓ ꞓ | D d | Ʒ ʒ | Е е | Ə ə | F f | G g | H h | I i | J j | K k |
| L l | M m | N n | Ņ ņ | Ŋ ŋ | O o | P p | R r | S s | T t | U u | W w | Z z |

В некоторых версиях алфавита буква Ꞓ ꞓ заменялась на обычную латинскую C c и обозначало тот же звук.
В 1932 году на этом алфавите вышел букварь «Sikun pokto». Следом последовала и другая учебная, детская и общественно-политическая литература, а также две газеты. К концу 1934 года уже более 30 % нанайцев были обучены грамоте на латинизированном алфавите.

## Современный алфавит
В 1930-е годы неоднократно отмечалось, что латинизированный алфавит не пользуется популярностью у нанайцев. В частности известно, что многие грамотные нанайцы предпочитают писать на своём языке «русскими» буквами. 5 июня 1936 года Президиум Совета Национальностей ЦИК СССР постановил перевести письменности народов Севера, в том числе и нанайскую, на кириллицу. В том же году Нанайский межрайонный комитет нового алфавита опубликовал свой проект нанайского алфавита на кириллице. Он включал буквы А а, Б б, В в, Г г, Д д, Е е, Ӡ ӡ, З з, И и, К к, Л л, М м, Н н, Ŋ ŋ, О о, П п, Р р, С с, Т т, У у, Ф ф, Х х, Ц ц, Ч ч, Й й, Ə ə, Ю ю, Я я. Согласно проекту буква Ӡ ӡ должеа была обозначать звук [джь], буква Ŋ ŋ — заднеязычное [н], буква Ə ə — звук средний между русскими [ы] и [э]. Буквы З з, Ф ф, Ц ц предлагалось использовать только в заимствованиях из русского языка. Однако в начале 1937 года был официально утверждён несколько иной вариант нанайского кириллического алфавита — он включал все буквы русского алфавита кроме Щ щ и Ъ ъ. Звук [ŋ] обозначался сочетанием букв Нг нг. В 1939 году были приняты правила нанайской орфографии на кириллице, уточнённые в 1958 году, когда нанайский алфавит стал содержать все 33 буквы русского алфавита, а также букву Ӈ ӈ (вместо Нг нг). Однако по факту в большинстве изданий вместо Ӈ ӈ продолжалось использование Нг нг.
В 1983 году С. Н. Оненко предложил реформировать нанайский кириллический алфавит и правила орфографии. В частности он предлагал узаконить букву Ӈ ӈ, а также отмечать на письме долготу гласных путём удвоения буквы (до того долгота гласных на письме вообще не обозначалась). На реформированном алфавите им был выпущен «Русско-нанайский словарь» (М., 1986), но дальнейшего развития его начинание не получило.
Ныне действующая версия нанайского алфавита была утверждена в 1993 году. Современный нанайский алфавит имеет следующий вид:
| А а | Б б | В в | Г г | Д д | Е е | Ё ё | Ж ж | З з | И и | Й й | К к |
| Л л | М м | Н н | Ӈ ӈ | О о | П п | Р р | С с | Т т | У у | Ф ф | Х х |
| Ц ц | Ч ч | Ш ш | Щ щ | Ъ ъ | Ы ы | Ь ь | Э э | Ю ю | Я я |     |     |

Для обозначения долгих гласных в учебной литературе используются диакритические знаки — макроны над буквами.
В Китае, где также проживают нанайцы, в 1987 году была выпущена хрестоматия для нанайских школ с параллельным текстом на китайском и нанайском языках. Для записи нанайского текста был использован пиньинь

## Таблица соответствия алфавитов
| Кириллица | Латиница | Кириллица | Латиница | Кириллица | Латиница | Кириллица | Латиница | Кириллица | Латиница |
| --------- | -------- | --------- | -------- | --------- | -------- | --------- | -------- | --------- | -------- |
| А а       | A a      | Ж ж       | -        | Н н       | N n      | У у       | U u      | Ъ ъ       | -        |
| Б б       | В в      | З з       | Z z      | Ӈ ӈ       | Ŋ ŋ      | Ф ф       | F f      | Ы ы       | -        |
| В в       | W w      | И и       | I i      | О о       | O o      | Х х       | H h      | Ь ь       | -        |
| Г г       | G g      | Й й       | J j      | П п       | P p      | Ц ц       | -        | Э э       | Ə ə      |
| Д д       | D d, Ʒ ʒ | К к       | K k      | Р р       | R r      | Ч ч       | Є є      | Ю ю       | -        |
| Е е       | -        | Л л       | L l      | С с       | S s      | Ш ш       | -        | Я я       | -        |
| Ё ё       | -        | М м       | M m      | Т т       | T t      | Щ щ       | -        |           |          |